# Genossenschaft der Töchter der christlichen Liebe vom heiligen Vinzenz von Paul

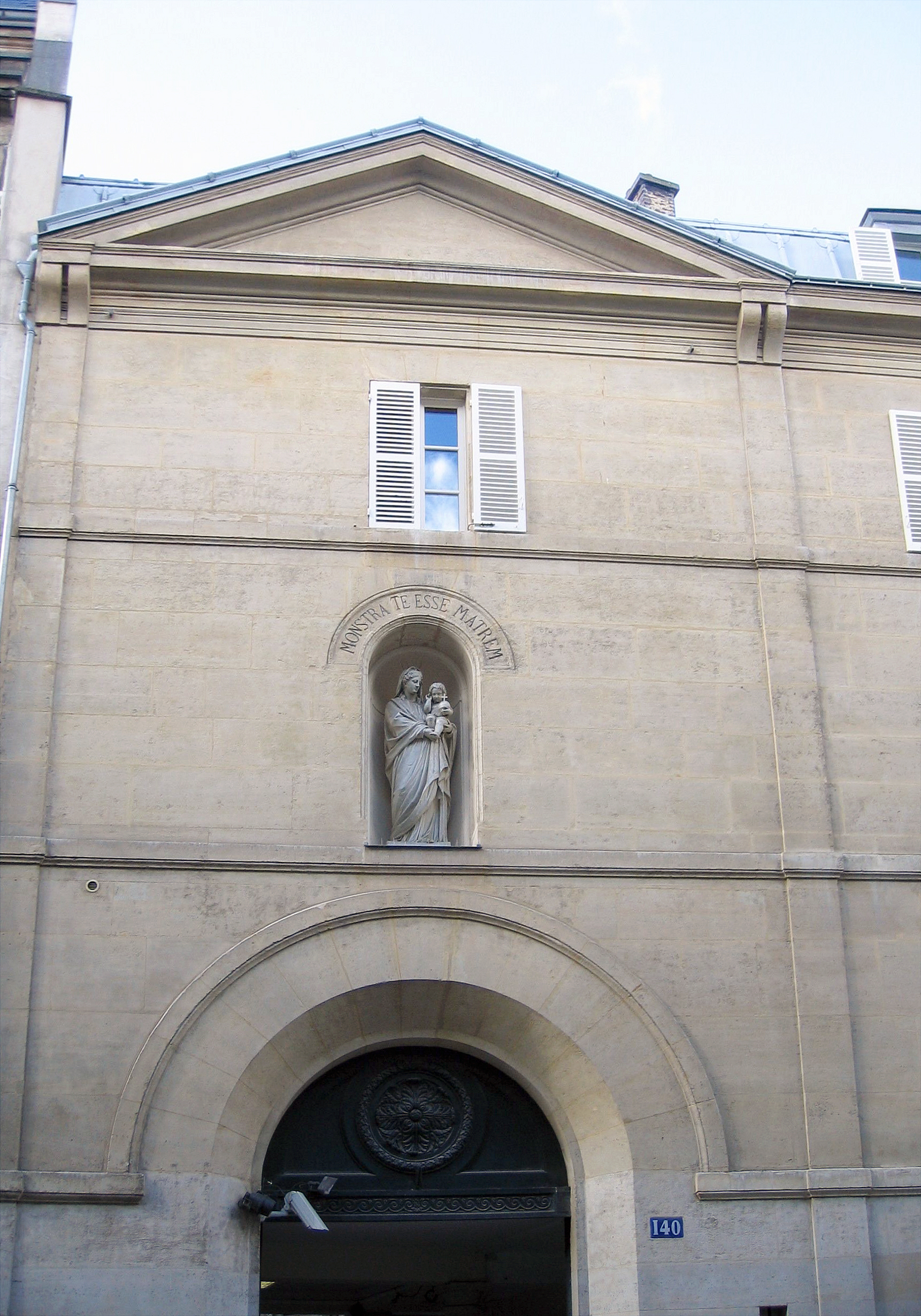
Mutterhaus in der Rue du Bac, Paris

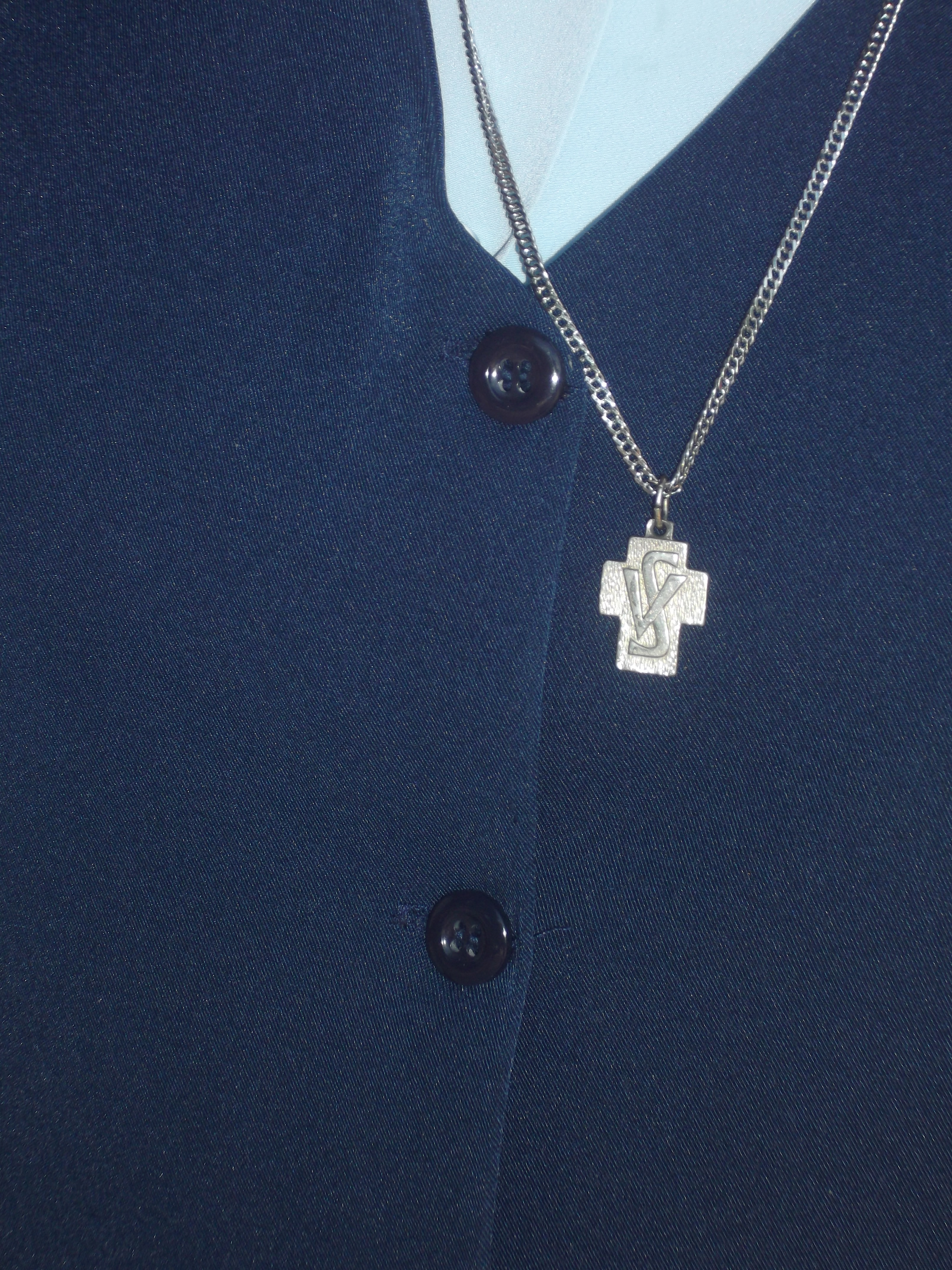
Schwestern (2013)

Die Genossenschaft der Töchter der christlichen Liebe vom heiligen Vinzenz von Paul (kurz Töchter der christlichen Liebe oder Vinzentinerinnen, in Österreich auch Barmherzige Schwestern vom hl. Vinzenz von Paul, Societas Filiarum Caritatis a S. Vincentio de Paulo, Compagnie des Filles de la Charité de Saint Vincent de Paul, Ordenskürzel FdC, deutsch auch TdchL/TchrL oder BHS) ist eine Gesellschaft apostolischen Lebens in der römisch-katholischen Kirche. Diese gehört der vinzentinischen Familie an und wirkt in der Armen- und Krankenpflege. Ihr Mutterhaus befindet sich seit dem Jahr 1815 in der Rue du Bac Nr. 136 im 7. Arrondissement von Paris. Generalsuperiorin ist Françoise Petit.
Im Jahr 2006 umfasste die Genossenschaft etwa 21.000 Schwestern. Sie wirkt weltweit in über 2.400 Gemeinschaften in 94 Ländern.

## Geschichte

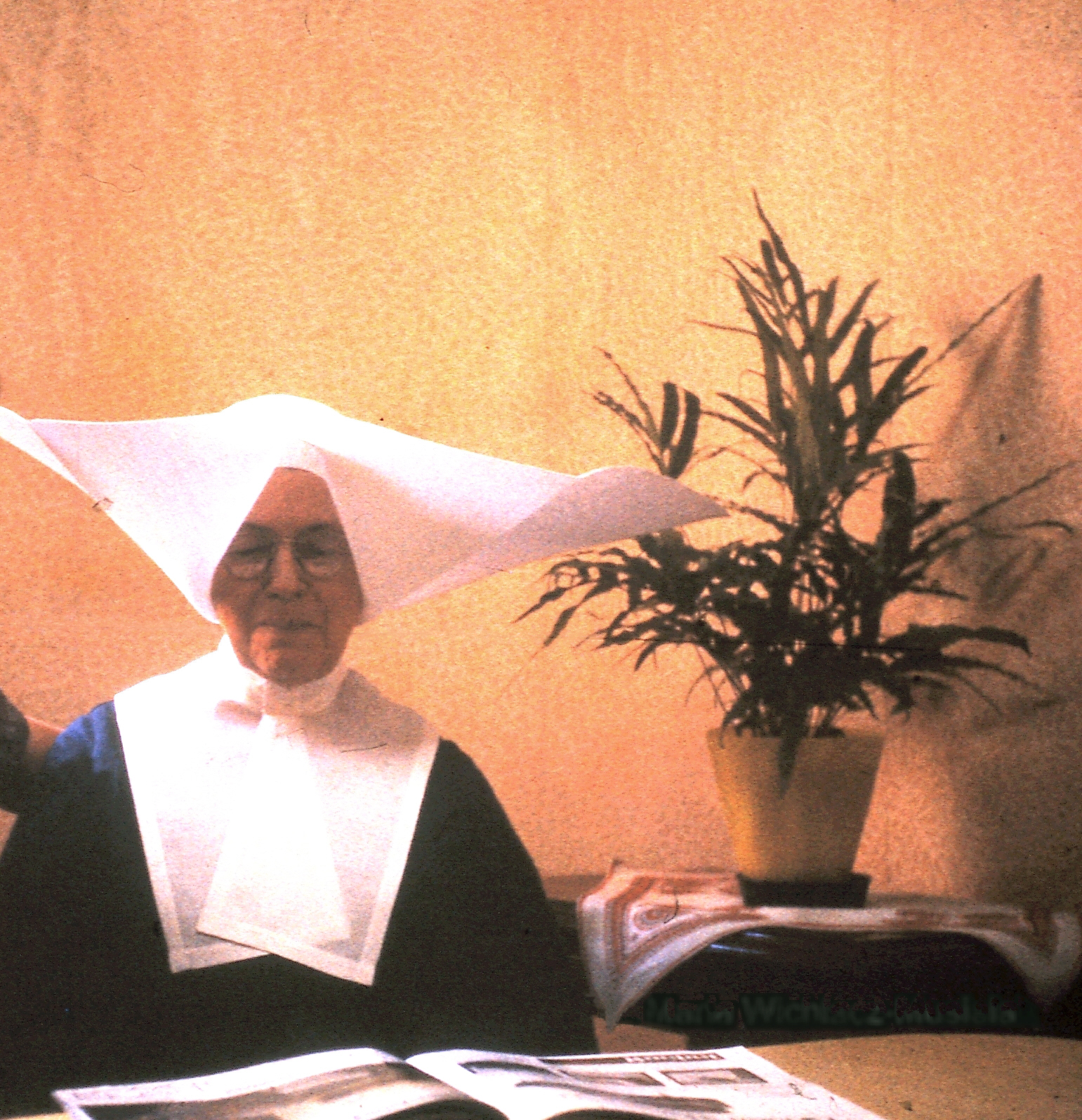
Bis 1964 trugen die Schwestern eine große, gestärkte Haube, die „Cornette“, die auf die Tracht französischer und flämischer Landfrauen zurückgeht. Die Cornette war für den Habit der Vinzentinerinnen lange Zeit charakteristisch.

Die Genossenschaft ging aus der im Jahr 1633 unter der Bezeichnung Filles de la Charité, deutsch Barmherzige Schwestern, offiziell Töchter der christlichen Liebe der hll. Vinzenz von Paul (1581–1660) und Louise von Marillac (1591–1660) gegründeten Gemeinschaft hervor, die am 18. Januar 1655 vom Erzbischof von Paris bestätigt wurde und 1668 die päpstliche Anerkennung erhielt.
Bereits im Jahr 1617 hatte Vinzenz von Paul die erste Confrérie des Dames de la Charité („Bruderschaft der Damen der Barmherzigkeit“) gegründet, der bald weitere folgten, mit deren Leitung er Louise von Marillac beauftragte. Doch zeigte sich, dass die vornehmen Damen sich bald durch ihre Filles, die Dienstmädchen, vertreten ließen. Dies veranlasste Louise de Marillac, ab 1633 in ihrem Haus in der Rue de Versailles (heute 21 Rue Monge) vier arme Landmädchen aufzunehmen und als Helferinnen auszubilden.
Die Zahl dieser sogenannten Filles de la charité, auch Soeurs grises („graue Schwestern“) genannt, stieg so rasch, dass sie im Jahr 1636 in das Dorf La Chapelle (heute 2 Rue Marx-Dormoy in Paris) umzogen, bevor Vinzenz von Paul ihnen im Jahr 1641 ein Haus in der Rue du Faubourg Saint-Denis (heutige Nummern 94–114) zur Verfügung stellte, das er im gleichen Jahr für das ihm unterstehende Maison de Saint Lazare gekauft hatte. In diesem neuen Haus wohnte auch Louise de Marillac und dort starb sie im Jahr 1660 im Alter von 68 Jahren. Der Bau umfasste drei Wohnflügel zwischen Hof und Garten und war von Mauern umgeben. Nach dem Ausbruch der Französischen Revolution wurde die Gemeinschaft im Jahr 1790 aufgehoben, ihr Mutterhaus beschlagnahmt und im Jahr 1797 unter der Bedingung verkauft, dass auf dem Gelände eine neue Straße angelegt werde (Rue de la Fidélité).
Im Jahr 1797 gelang es Schwester Deleau, einige ihrer Genossinnen wieder zu vereinen. Gemeinsam fanden sie auf der Rive Gauche im Quartier Latin Unterkunft in einem Haus der Rue des Maçons-Sorbonne (heute Rue Champollion), das sie im Jahr 1801 verließen, um sich in der Rue du Vieux Colombier N° 11 in dem ehemaligen, ebenfalls während der Revolution aufgehobenen Waisenhaus Orphelines de la Mère-Dieu niederzulassen. Dieses Gebäude ist erhalten geblieben. Schließlich stellte die Stadt Paris den Töchtern der christlichen Liebe im Jahr 1815 das ehemalige Hôtel de la Vallière in der Rue du Bac N° 136 zur Verfügung, wo das Mutterhaus der Genossenschaft bis in die Gegenwart ansässig ist. In der Rue du Bac soll im Jahr 1830 die Jungfrau Maria der Novizin Catherine Labouré dreimal erschienen sein.
Im Jahr 1882 erwarb die Genossenschaft in Bethlehem ein Grundstück und errichtete dort ein Hospital. Das Hospital wurde im Jahr 1985 an den Malteserorden übertragen, dieser betreibt es unter dem Namen Holy Family Hospital Bethlehem seit dem Jahr 1990.

## Die Rolle der Barmherzigen Schwestern während des Ustascha Regimes in kroatischen Konzentrationslagern
Die Märtyrerkinder von Jastrebarsko und Sisak. Für einen Teil der Kinder wurde versucht, sie im Ustaša-Geist der kroatischen Faschisten umzuerziehen. Sie wurden von Vinzentinerinnen betreut, die die serbischen – also in der Regel orthodoxen – Kinder auf eine katholische Umtaufe vorbereiten sollten gemäß der Anordnung von Bischof Alois Stepinac. Manche der Schwestern – so Marija Milavec Gaudiencija, die Ökonomin des Lagers und allgemein Viper genannt, waren gefühllos und grausam, verweigerten den Kindern Nahrung und Kleidung, haben auch manche getötet, denn das sind Partisanen-Kinder, die uns später töten würden, sollen sie also gleich sterben.

## Verbreitung
Im deutschsprachigen Raum gibt es zwei Provinzen.

### Provinz Köln-Niederlande
Am 5. Juni 2011 wurden die Provinzen Deutschland (1852 gegründet) und Niederlande zu einer Provinz Köln-Niederlande zusammengeschlossen. Provinzoberin bleibt Sr. Hildegard Köhler. Niederlassungen bestehen in Aachen, Bonn, Köln, Mönchengladbach und Speicher.

### Provinz Graz-Mitteleuropa
Die Niederlassung Graz wurde 1841, Salzburg/Schwarzach 1844 begründet (Missionshaus Schwarzach, Mutterhaus seit 1863 in Salzburg), beide vereinigten sich später (Graz 1851, Salzburg 1882) mit der Ursprungsgemeinschaft in Paris. Aus den zahlreichen Filialgründungen in der Habsburgermonarchie entstanden eigenständige Provinzen (Ungarn 1905, Jugoslawien 1919, Slowakei 1922 und Rumänien 1925). 2004 vereinten sich die Provinz Graz und Provinz Salzburg zur Provinz Österreich, mit dem Provinzialat in Graz, 2011 wurden Österreich, Ungarn und Rumänien zur Provinz Graz-Mitteleuropa vereint.
Am Tag der Zusammenlegung hatte die neue Provinz 331 Schwestern (Österreich 241, Ungarn 73, Rumänien 17 Schwestern), mit 16 Lokalgemeinschaften (Österreich 12, Ungarn 2, Rumänien 2).
Sie umfasst:
- Konvent und Provinzhaus Graz-Lend, Provinzialat, mit Ausbildungsgemeinschaft Haus St. Josef und Exzerzitienhaus; Betreuung am Kindergarten Mariengasse der Caritas, Graz[11]
  - Luisenheim Graz-St. Leonhard (Internat)[12]
  - Maria Rast in Dult Gratkorn (Alten- und Erholungsheim für die Schwestern)[13]
  - Schulverein Dobl (Volks- und Hauptschule, GmbH);[14]
  - Bei der Pfarrkirche St. Margarethen an der Raab St. Margarethen an der Raab (Pfarrhaushalt, Pfarrarbeit)[15]
  - Bei der Pfarrkirche Wundschuh (Kirchendienst)[16]
- Haus St. Maria (ehem. Provinzialat) mit Haus St. Luise und Exerzitienhaus, Salzburg-Mülln[17]
  - Herz-Jesu-Asylkirche mit Herz-Jesu-Heim Salzburg-Riedenburg (Seniorenwohn- und Pflegeheim, Betriebsges.m.b.H)[18]
  - Kardinal Schwarzenberg’sches Krankenhaus,[19] Schwarzach im Pongau (Betriebsges.m.b.H. im ehemaligen Missionshaus)[20]
  - St. Vinzenz-Heim, Schwarzach im Pongau (Alten- und Pflegeheim, Betriebsges.m.b.H)[21]
- Pflegeheim St. Vinzenz Pinkafeld, (Pflegeheim, Kinderkrippe, Montessorischule, Betriebsges.m.b.H.)[22]
- Wien: Schule, Lernhilfe, Altenpastoral
- Budapest, Ungarn: Sozialheim, Pflege alter Menschen
  - Tapolca, Ungarn: Kindergarten
- Oradea, Rumänien: Betreuung alter Frauen, Armenküche, Pastoral
  - Sâniob, Rumänien: Kinderzentrum
- St. Georgs Krankenhaus, Özel Avusturya Sen Jorj Hastanesi, Istanbul, Türkei (1872 begründet)[23]

Die österreichischen Niederlassungen Graz/Salzburg der Töchter der christlichen Liebe sind den anderen österreichischen Häusern der Vinzentinen, die der Föderation Vinzentinischer Gemeinschaften angehören, eng verbunden, und nennen sich selbst ebenfalls Barmherzige Schwestern.